# 許昌秀
許昌秀(ホ・チャンス、朝鮮語: 허창수、1948年10月16日 - )は、GSグループ前会長で韓国の起業家。

## 経歴
高麗大学校経営学科卒業。2004年からGSグループ会長を務めており、2011年2月から全国経済人連合会（全経連）の会長を務める。
1998年から2020年に退任するまでFCソウルの会長も務めた。
2019年12月3日、GSグループの会長を退く意向を表明し、後任に実弟の許兌秀が推戴された。
2023年1月、6期目の任期満了を前に全経連会長を退任する意向を表明した。

### 学歴
- 慶南高校
- 高麗大学校 経営学部
- セントルイス大学 経営大学院MBA

### 職歴
- 1977年4月 LGグループ企画調整室人事課長
- 1979年7月 LG商事海外企画室部長
- 1982年2月 LG商事香港支社上席部長
- 1984年5月 LG商事香港支社取締役
- 1984年9月 LG商事東京支社取締役
- 1986年5月 LG商事東京支社常務
- 1988年8月 LG商事管理本部専務
- 1989年5月 LG化学副社長
- 1992年5月 - 1995年2月 LG電線副社長
- 1995年2月 - 2002年3月 LG電線会長
- 1998年2月 - FCソウルオーナー
- 2002年 LG建設会長
- 2004年 - 2019年 GSグループ会長
- 2004年 - 南村財団理事長
- 2011年 -  第33期 - 36期全国経済人連合会会長[4]
- 2011年 - 2018年 2018年平昌オリンピック大会組織委員会顧問
- 2020年 -  GSグループ名誉会長[5]

## 主義・主張
- 2022年、日本経済団体連合会との日韓財界会議に全国経済人連合会の会長として出席。「両国の首脳会談を早期に開催、相互輸出規制の廃止、通貨スワップの再開など懸案を解決することを願う」と述べた[6]。

## 家族
曾祖父は、独立運動の基金であった白山商会に参加した止愼亭許駿、祖父は日本占領時に独立運動基金を支えた曉洲許萬正。伯父はLGグループの総括副会長だった許鼎九。
- 曾祖父：許駿（ホ・ジュン）
  - 祖父：許萬正（ホ・マンジョン、LG共同創業者）
    - 伯父：許鼎九（ホ・ジョング、1911年 8月6日- 1999年 9月23日、 三養通商名誉会長、 サムスングループの共同創業者）
    - 父：許俊求（ホ・ジュング、1923年 5月9日 - 2002年 LG建設名誉会長）
      - 弟：許正秀（ホ・ジョンス、1950年　- GSネオテク会長）
      - 弟：許珍秀（ホ・ジュンス、1953年 9月 12日 - GSカルテックス代表取締役社長）
      - 弟：許明秀（ホ・ミョンス、1955年 10月1日 - GS E&C社副会長）
      - 弟：許泰秀（ホ・テス、 1957年 11月 8日 - GSホームショッピング理事長）
        - 息子：許允洪（ホ・ユンホン、1979年 1月24日 - GS建設専務）